# Lenny Boyd
Lenny Boyd (* 1934; † 6. Juni 2015) war ein kanadischer Jazzmusiker (Kontrabass), der in der Musikszene von Toronto aktiv war.

## Leben und Wirken
Lenny Boyd begann seine Karriere in der Jazzszene von Toronto der 1950er-Jahre; im folgenden Jahrzehnt hatte er Unterricht bei Ray Brown in der Advanced School of Contemporary Music, organisiert von Oscar Peterson, Phil Nimmons und anderen Musikern. In dieser Zeit spielte er unter anderem mit Bud Powell und Elvin Jones. 1967 entstanden im Rahmen der Expo 67 Aufnahmen mit Ron Collier und unter eigenem Namen mit Duke Ellington als Gastsolisten (North of the Border in Canada). Ab 1974 unterrichtete er im Jazzprogramm des Humber College. In späteren Jahren spielte er im Trio des Pianisten und Sängers Dave Thompson mit Don Vickery (Schlagzeug). Im Bereich des Jazz war er zwischen 1967 und 1975 an sechs Aufnahmesessions beteiligt, zuletzt mit Fred Stone und Al Michalek.